# Zadnia Bednarzowa Turnia
Zadnia Bednarzowa Turnia (niem. Hinterer Bednarz-Turm, słow. Zadná Bednárova veža, węg. Hátsó-Bednarz-torony) – turnia w Grani Hrubego w słowackiej części Tatr Wysokich. Według najnowszych pomiarów lidarowych ma wysokość 2358 m. Wcześniej podawano wysokości 2354 m, ok. 2340 m. Od Skrajnej Teriańskiej Turni oddzielona jest wybitnym siodłem Teriańskiej Przełęczy Niżniej, a od zachodu sąsiaduje z Bednarzową Kopką oddzieloną od niej Bednarzowymi Wrótkami.
Sama turnia jest dosyć rozłożysta, a w jej północno-zachodniej grani znajduje się charakterystyczny garb o dwóch rogach. Otrzymał on w przewodniku Władysława Cywińskiego własną nazwę – Bednarzowa Kopka. W stronę Doliny Hlińskiej Zadnia Bednarzowa Turnia opada wysoką północno-wschodnią ścianą z grzędą. Ściana ta ma około 530 m wysokości i stanowi dość duże taternickie wyzwanie. Jej podstawa ma szerokość około 200 m i znajduje się pomiędzy Teriańską Zatoką i Bednarzową Zatoką. Dolna część ściany jest silnie zatrawiona, w środkowej jest pas urwisk o wysokości około 50 m, górna ma budowę płytową. Najtrudniejszy do przejścia jest środkowy pas urwisk.
Zadnia Bednarzowa Turnia jest dziesiątą turnią w grani od strony Hrubego Wierchu, wysuniętą najdalej na południowy wschód z trzech Bednarzowych Turni – pozostałymi są Pośrednia Bednarzowa Turnia i Skrajna Bednarzowa Turnia. Ich nazwy upamiętniają Wojciecha Bednarza – przewodnika zasłużonego dla poznania masywu Hrubego Wierchu, który razem z Ksawerym Gnoińskim dokonał pierwszego wejścia na Pośrednią Bednarzową Turnię. Nazwy te wprowadził do tatrzańskiego nazewnictwa Witold Henryk Paryski w 8 tomie przewodnika wspinaczkowego.

## Taternictwo
Pierwsze wejście na Zadnią Bednarzową Turnię: Włodzimierz Boldireff i Stanisław Porębski, 3 sierpnia 1905 r.. Turnia nie jest dostępna żadnymi znakowanymi szlakami turystycznymi. Jest w niej kilka dróg wspinaczkowych, ale obecnie dozwolone jest tylko przejście granią lub wspinaczka od strony Doliny Hlińskiej. Niewcyrka jest obszarem ochrony ścisłej TANAP-u z zakazem wstępu.
1. Południowo-zachodnim zboczem; 0 w skali tatrzańskiej, czas przejścia 1 godz.
2. Prawą częścią północno-wschodniej ściany; V, 5 godz.
3. Środkiem północno-wschodniej ściany; IV-V, miejsce VI, 5 godz.
4. Północno-wschodnią grzędą; IV, 5 godz.[5]

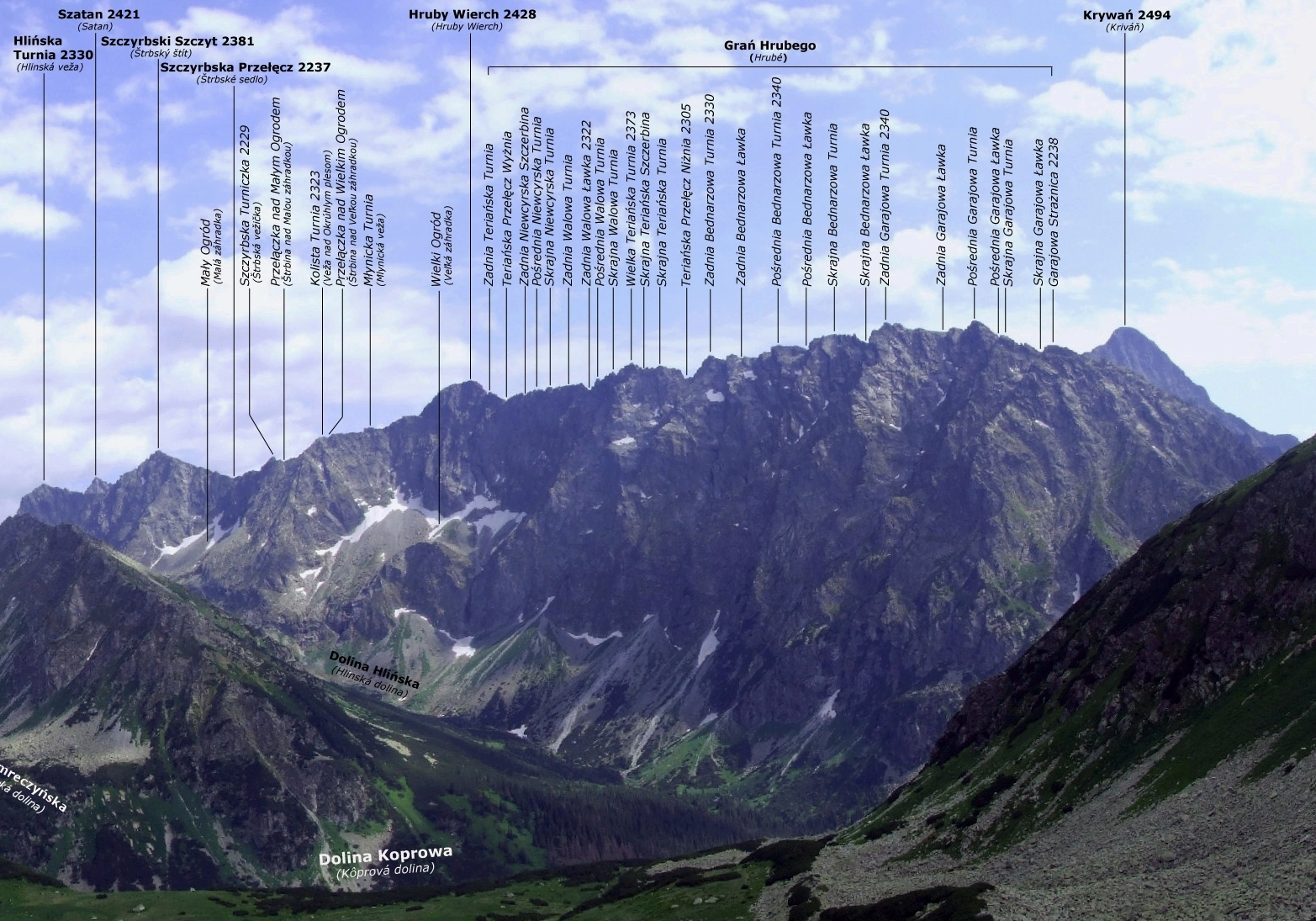
Widok z Zaworów
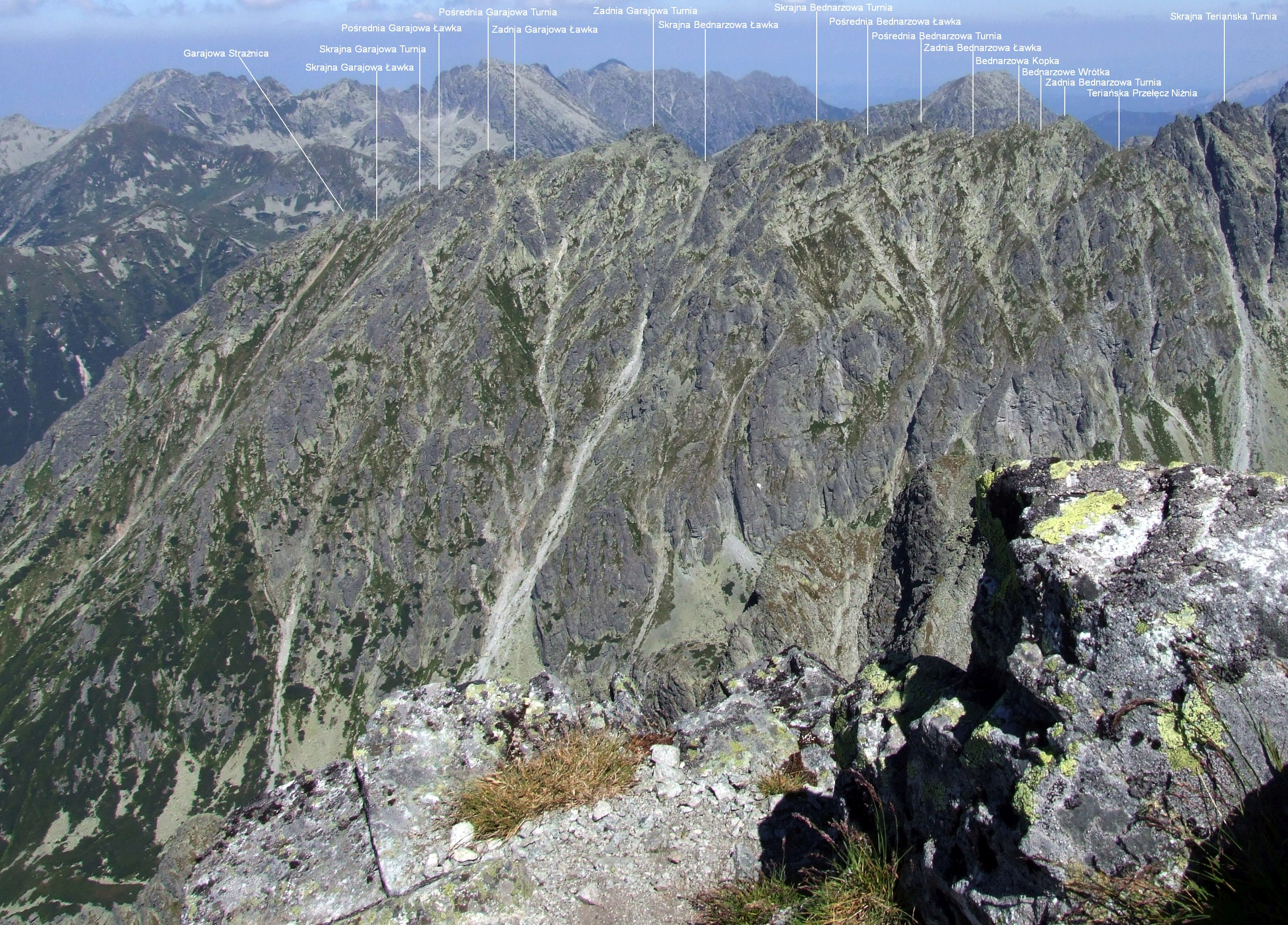
Widok z Krywania
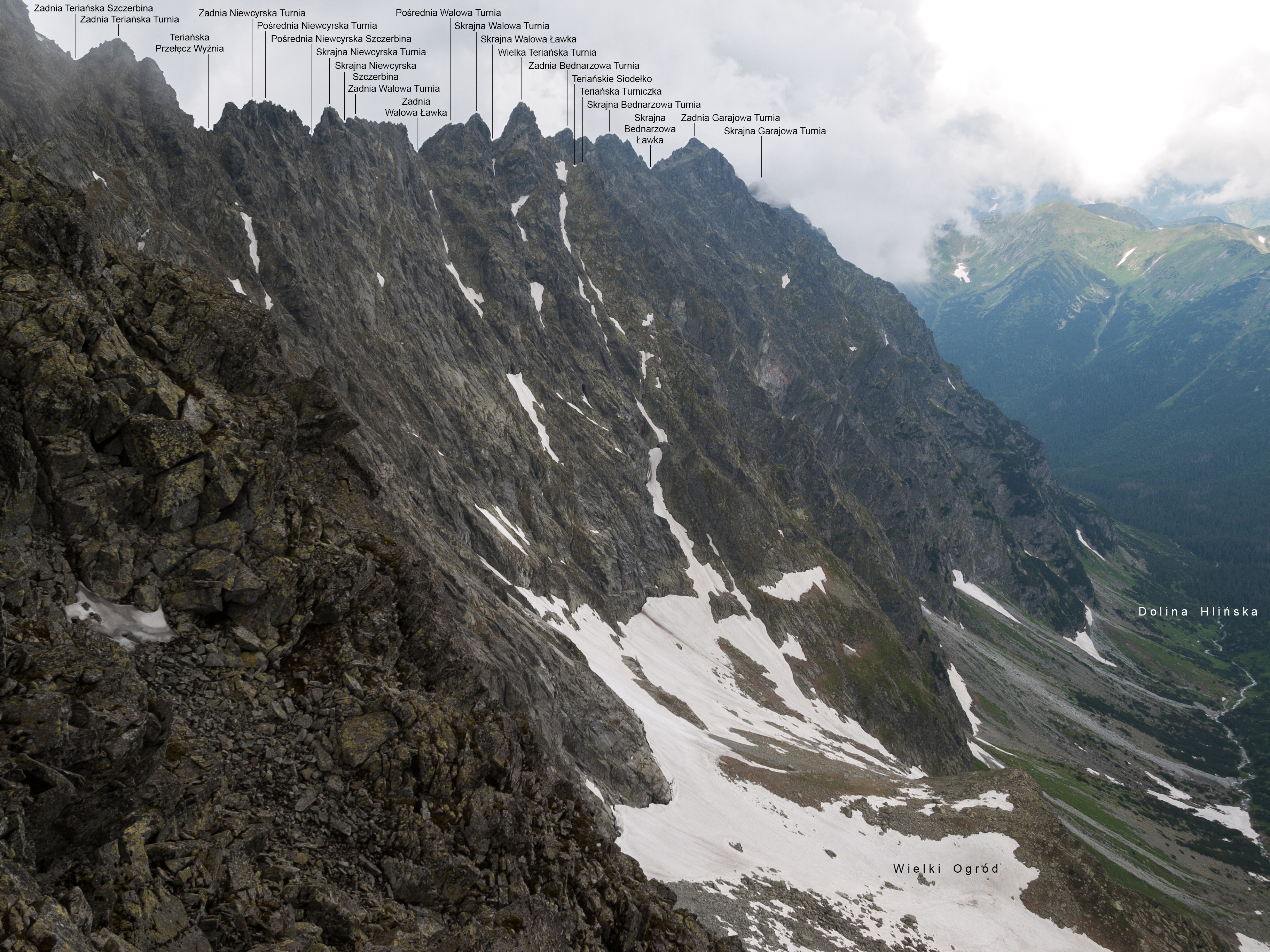
Widok z Kolistej Turni